# Gigantotrichoderes conicicollis
Gigantotrichoderes conicicollis är en skalbaggsart som beskrevs av Friedrich F. Tippmann 1953. Gigantotrichoderes conicicollis ingår i släktet Gigantotrichoderes och familjen långhorningar.
Artens utbredningsområde är:
- Costa Rica.
- Honduras.
- Panama.

Inga underarter finns listade i Catalogue of Life.

## Bildgalleri

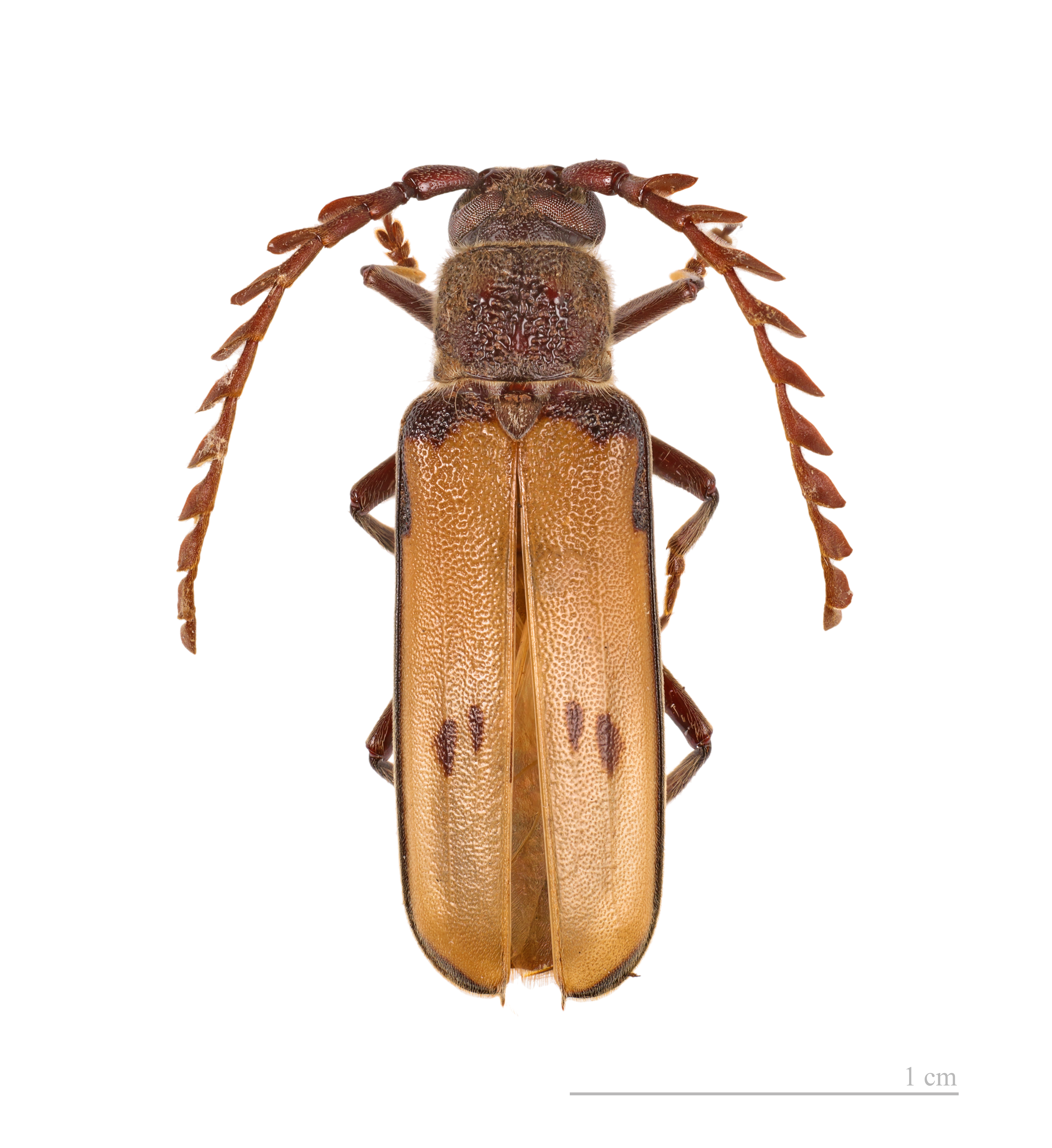